# De Inktpot

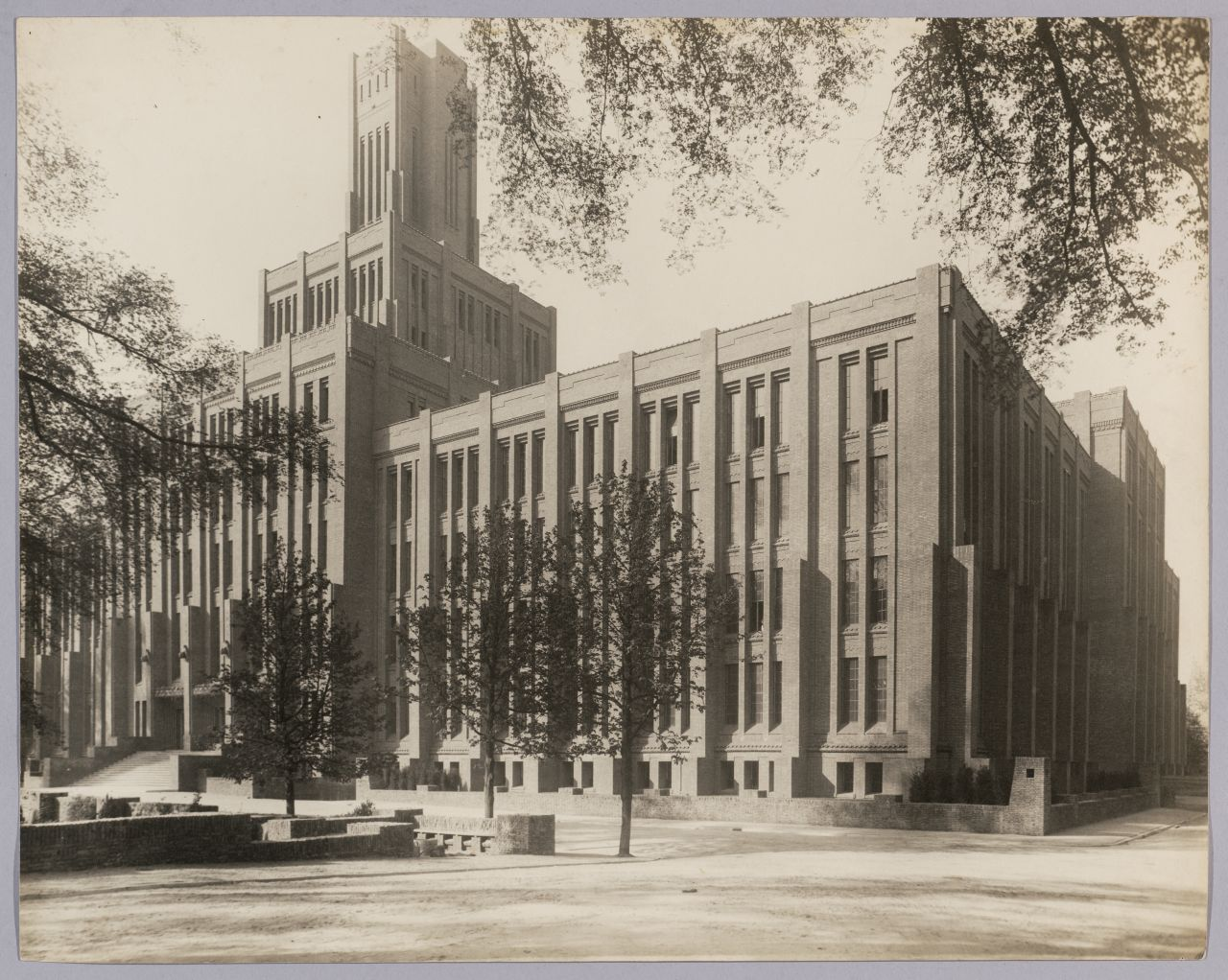
Hoofdadministratiegebouw III te Utrecht, kort na de bouw.

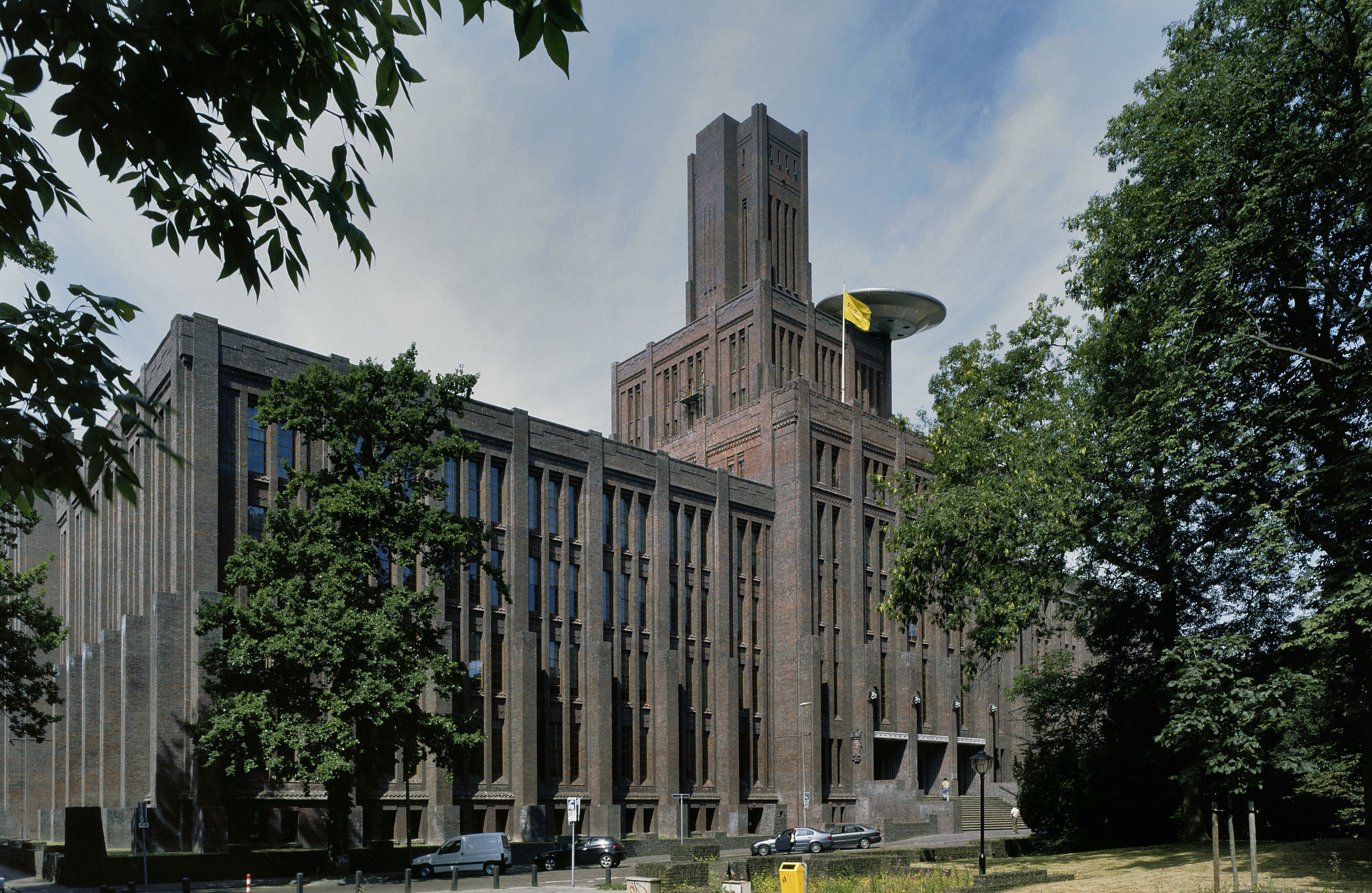
Voorzijde met kunstwerk 'De UFO'.

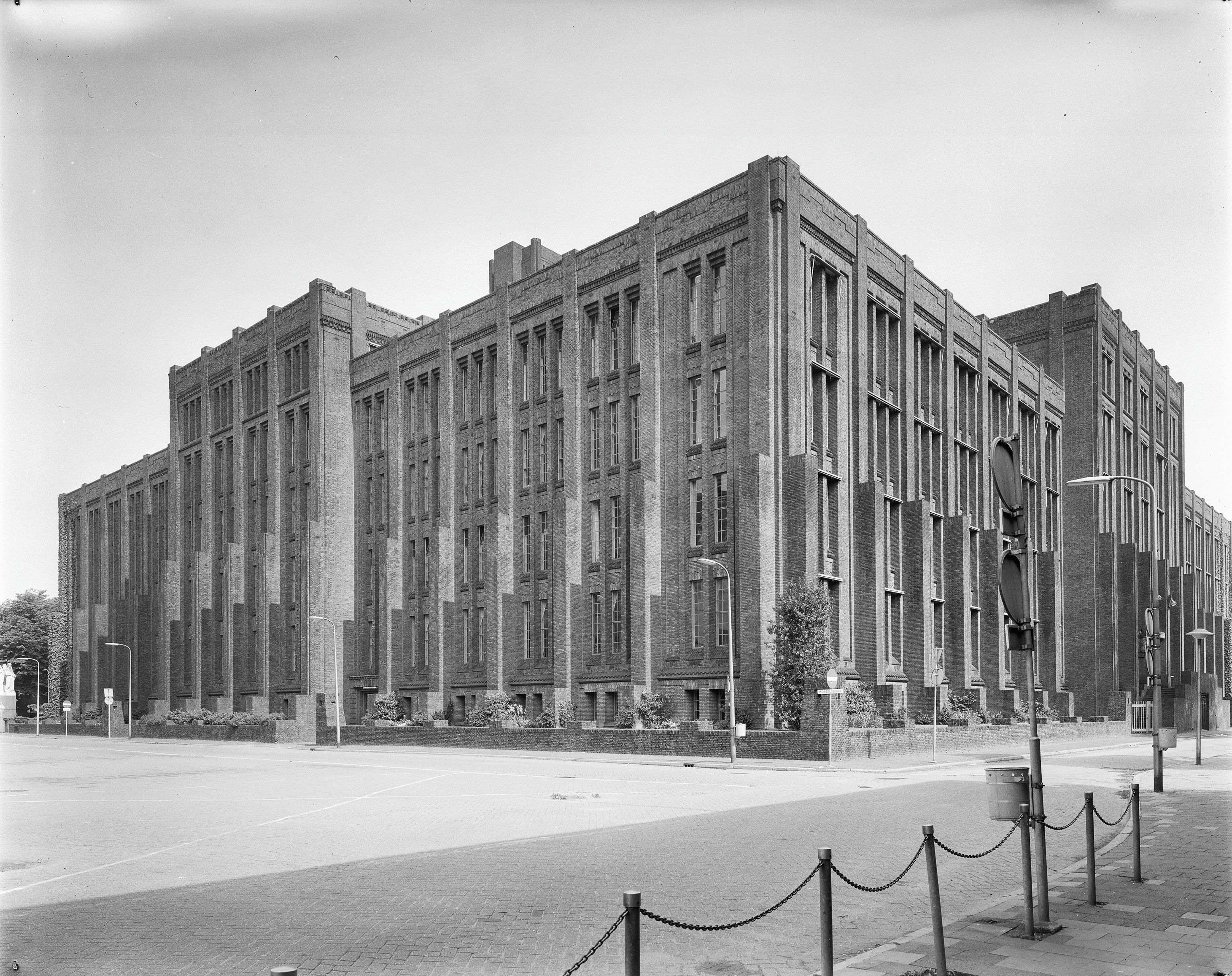
Rechter zij- en achtergevel.

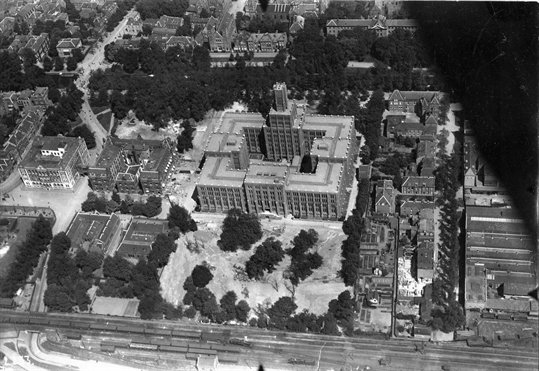
Luchtfoto van De Inktpot uit 1921-1922 met de carrévorm van het gebouw. Op de foto bevinden zich links van De Inktpot respectievelijk Hoofdadministratiegebouw II en I, onderaan de spoorlijn.

De Inktpot is het grootste bakstenen gebouw in Nederland, ontworpen door George van Heukelom in opdracht van de belangenmaatschap Nederlandse Spoorwegen (NS). Het rijksmonument staat aan het Moreelsepark in Utrecht bij Station Utrecht Centraal en het wordt gebruikt als hoofdkantoor van ProRail.

## Geschiedenis
De Inktpot is gebouwd tussen 1918 en 1921, vanaf 1919 onder de bouwleiding van George van Heukelom. Oorspronkelijk heette het gebouw Hoofdadministratiegebouw III (hgb III), maar sinds het gebouw sinds 1995 niet meer door NS, maar door ProRail in gebruik is, is de op de vorm gebaseerde bijnaam De Inktpot de officiële naam. Het bouwwerk kreeg een plaats naast twee oudere hoofdgebouwen van de spoorwegonderneming. Als bouwgrond diende de buitenplaats Nieuweroord met omringend openbaar park.
De Inktpot is gebouwd met 22 miljoen gemetselde stenen. Vanwege de schaarste na de Eerste Wereldoorlog werd de bouw door de NS in eigen hand genomen. Twee steenfabrieken, een houtbedrijf en drie schepen werden aangekocht. Aangezien er vierduizend kubieke meter eikenhout nodig was, werd tevens een Limburgs bos gekocht. In verband met de schaarste van bouwmaterialen, werden voor de fundering van het gebouw voor 21 kilometer aan oude spoorstaven gebruikt. Jan Schouten verzorgde het gebrandschilderd glas voor het gebouw. Tevens bevindt zich in De Inktpot een in 1921 aangebrachte watertoren met een reservoir van 27 kubieke meter die eveneens is ontworpen door Van Heukelom. Het voor het gebouw gelegen parkje met onder meer muren van gesinterde steen is eveneens zijn ontwerp; zijn voor het gebouw ontworpen meubilair is in de jaren '70 afgedankt en vernietigd. Alleen tafels en stoelen uit de Commissarissenzaal overleefden omdat zij door de NS in 1983 aan de Rijksdienst voor het Cultureel Erfgoed werden overgedragen. Een deel was van 2015 tot 2020 in bruikleen bij de CDA-fractie in de Eerste Kamer, en werd op verzoek van ProRail in bruikleen teruggevraagd. Zo werd de Catharijnezaal, zoals de Commissarissenzaal nu heet, in 2020 in oude luister hersteld.
In de Tweede Wereldoorlog bleef NS een zelfstandig bedrijf, maar kwam wel onder Duitse supervisie. Het gebouw werd toen deels ingenomen door de Bahnbevollmächtigter bei den Niederländischen Eisenbahnen. Dat de Duitse SS De Inktpot als hoofdkantoor zou hebben gebruikt, is een veelgehoord misverstand.
Het gebouw is gerenoveerd tussen 1999 en 2002 in opdracht van de toenmalige eigenaar, NS Vastgoed. In 2016 heeft ProRail het gebouw aangekocht, samen met Hoofdgebouw II (De Tulpenburgh).

## Omgeving
De andere voormalige hoofdgebouwen van de NS, I en II, zijn eveneens historische gebouwen. Zij liggen naast De Inktpot. Hoofdgebouw II is met een voetgangerstunnel rechtstreeks verbonden met De Inktpot. Hoofdgebouw I is in gebruik door andere met het spoor verbonden organisaties, zoals DB Schenker Rail. Hoofdgebouw II is sinds 2006 evenals Hoofdgebouw III bij ProRail in gebruik. Hoofdgebouw IV is een grote kantorenflat die vlak tegen het station Utrecht Centraal aan ligt, en wordt als enige nog gebruikt door NS.

## Kunstwerken
Voor De Inktpot bevindt zich aan de kant van het Moreelsepark het Monument voor het gevallen spoorwegpersoneel van Willem Valk.
Op het dak van De Inktpot staat, uitstekend over de rand, een "UFO" met een diameter van 12 meter, een restant van de Utrechtse kunstmanifestatie Panorama 2000. De UFO is ontworpen door Marc Ruygrok.

## Trivia
In De Inktpot verblijft een grote kolonie beschermde vleermuizen.

## Fotogalerij

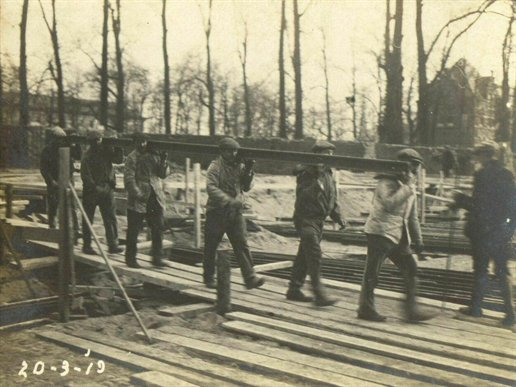
Arbeiders met een spoorstaaf voor de fundering.
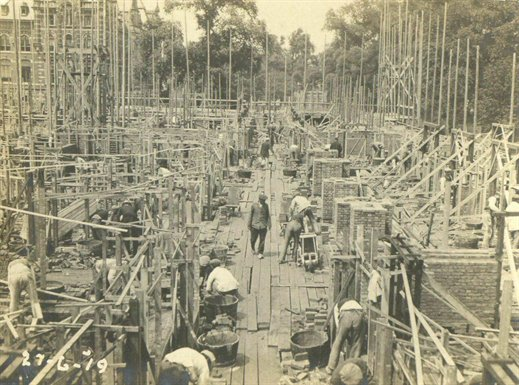
De vorderende metselwerkzaamheden. Linksboven in de foto is het Hoofdadministratiegebouw II zichtbaar achter de steigerdelen.
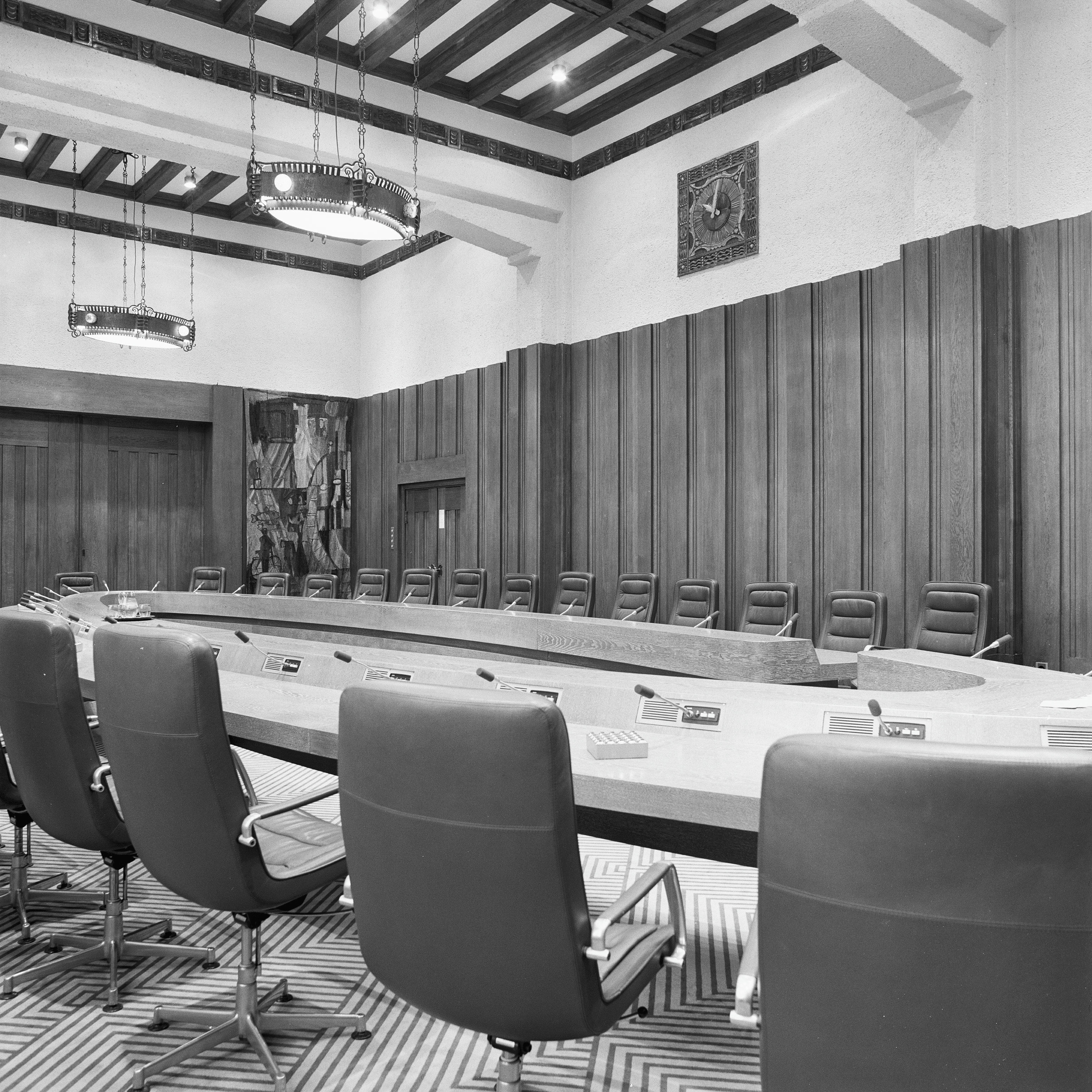
Interieur vergaderzaal.
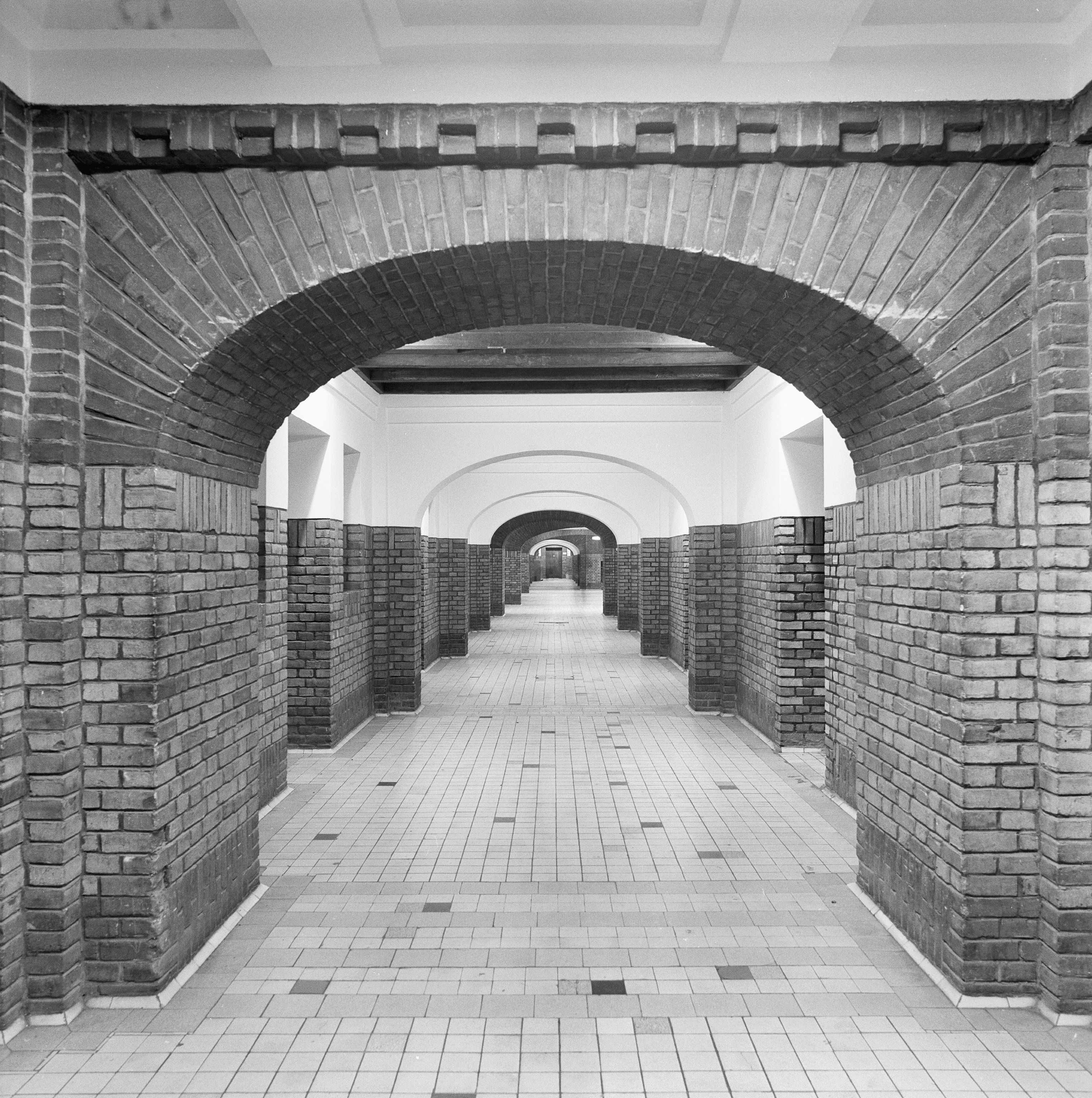
Overzicht gang.
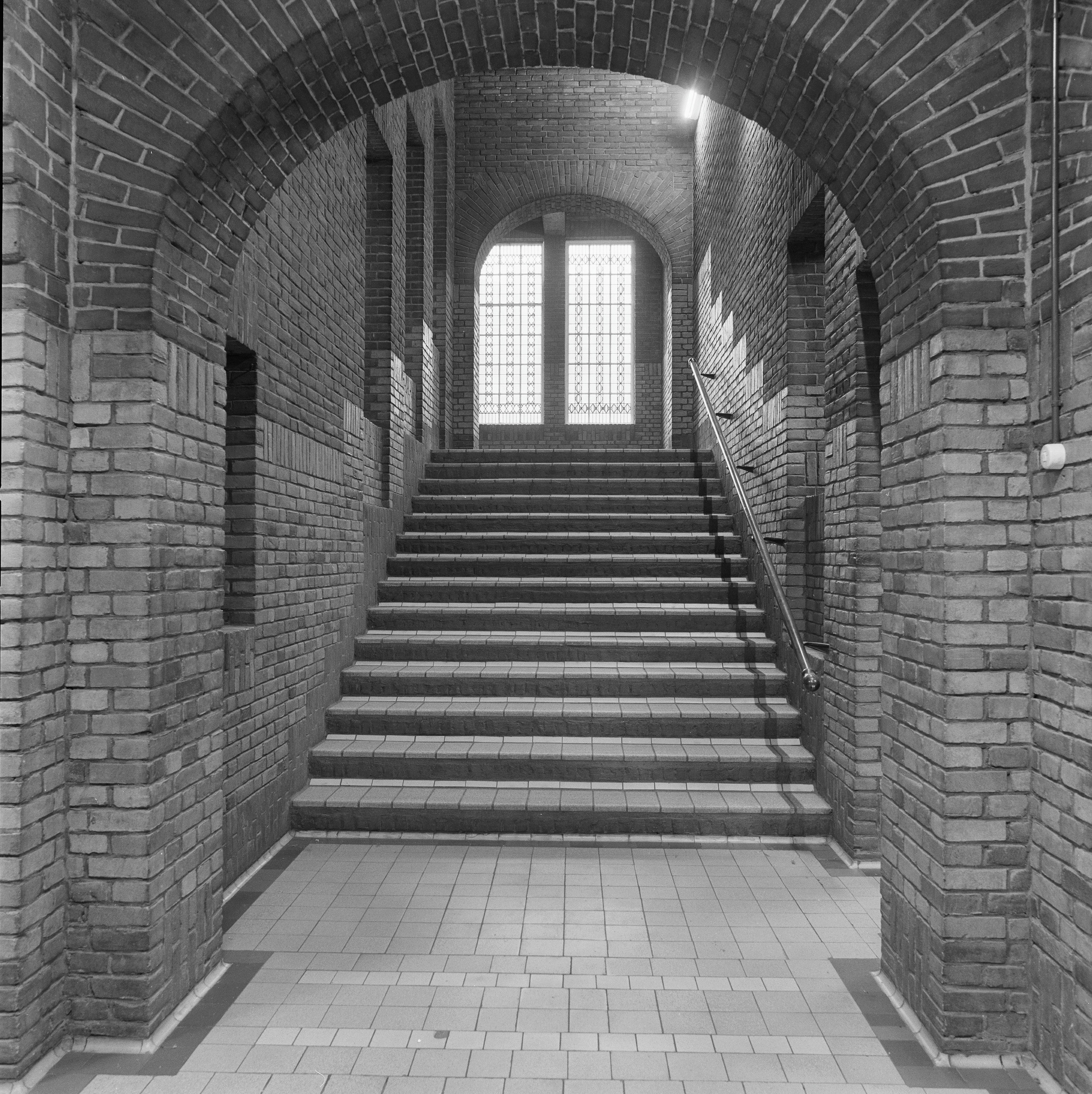
Overzicht zij-trappenhuis.
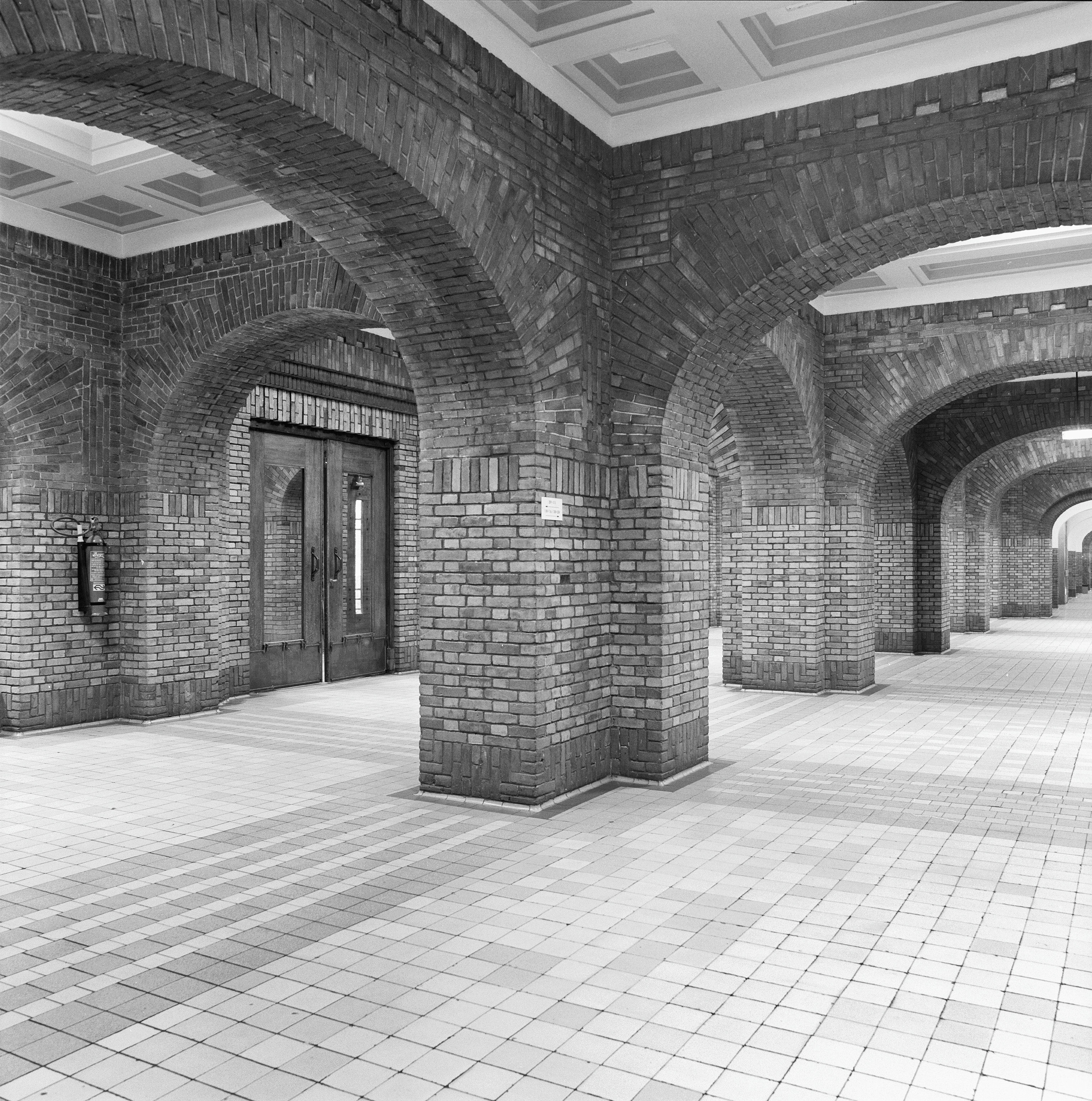
Trappenhuis.
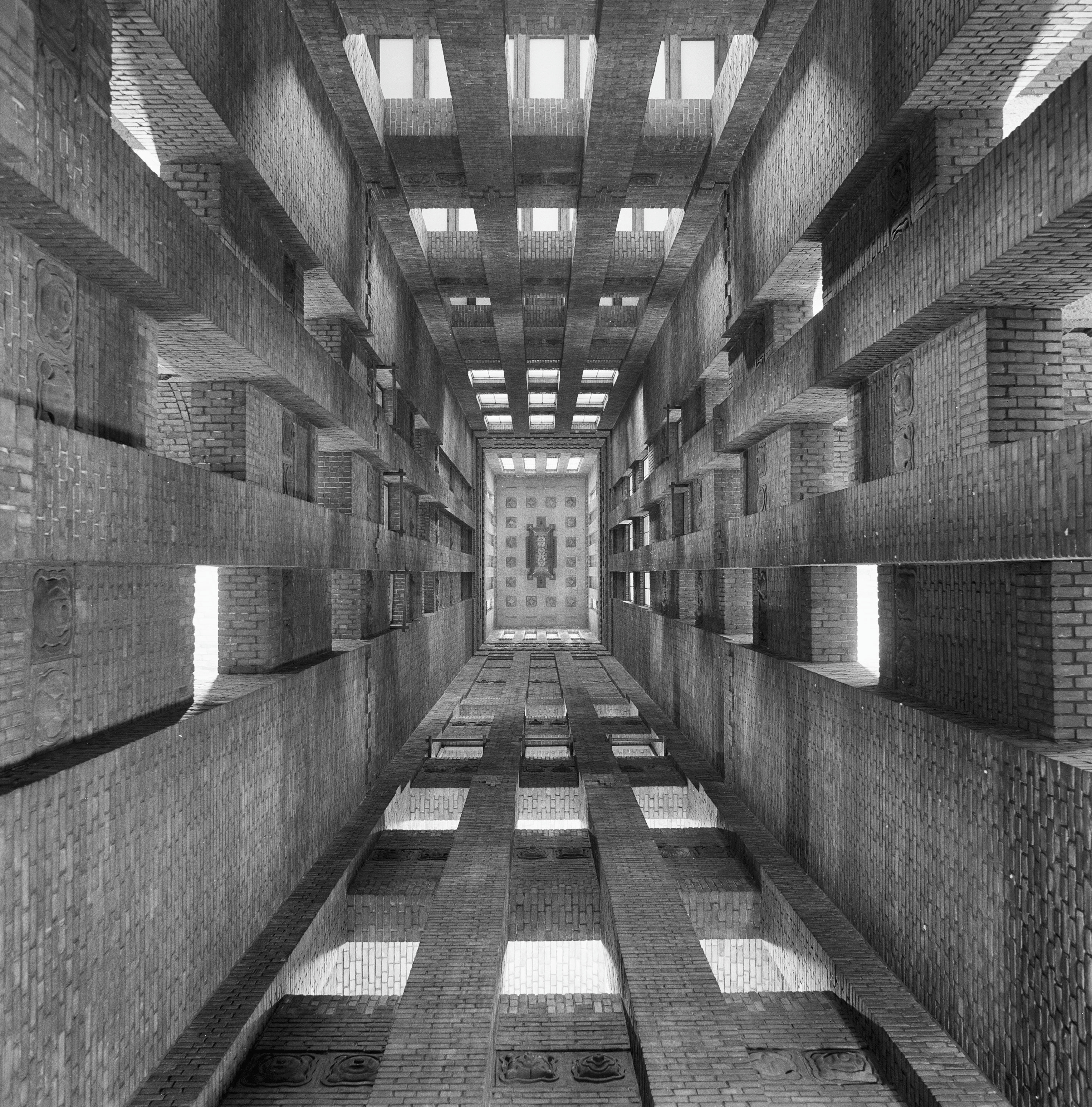
Doorzicht in de toren vanuit het centrale trappenhuis.
Trappenhuis naar boven gezien.
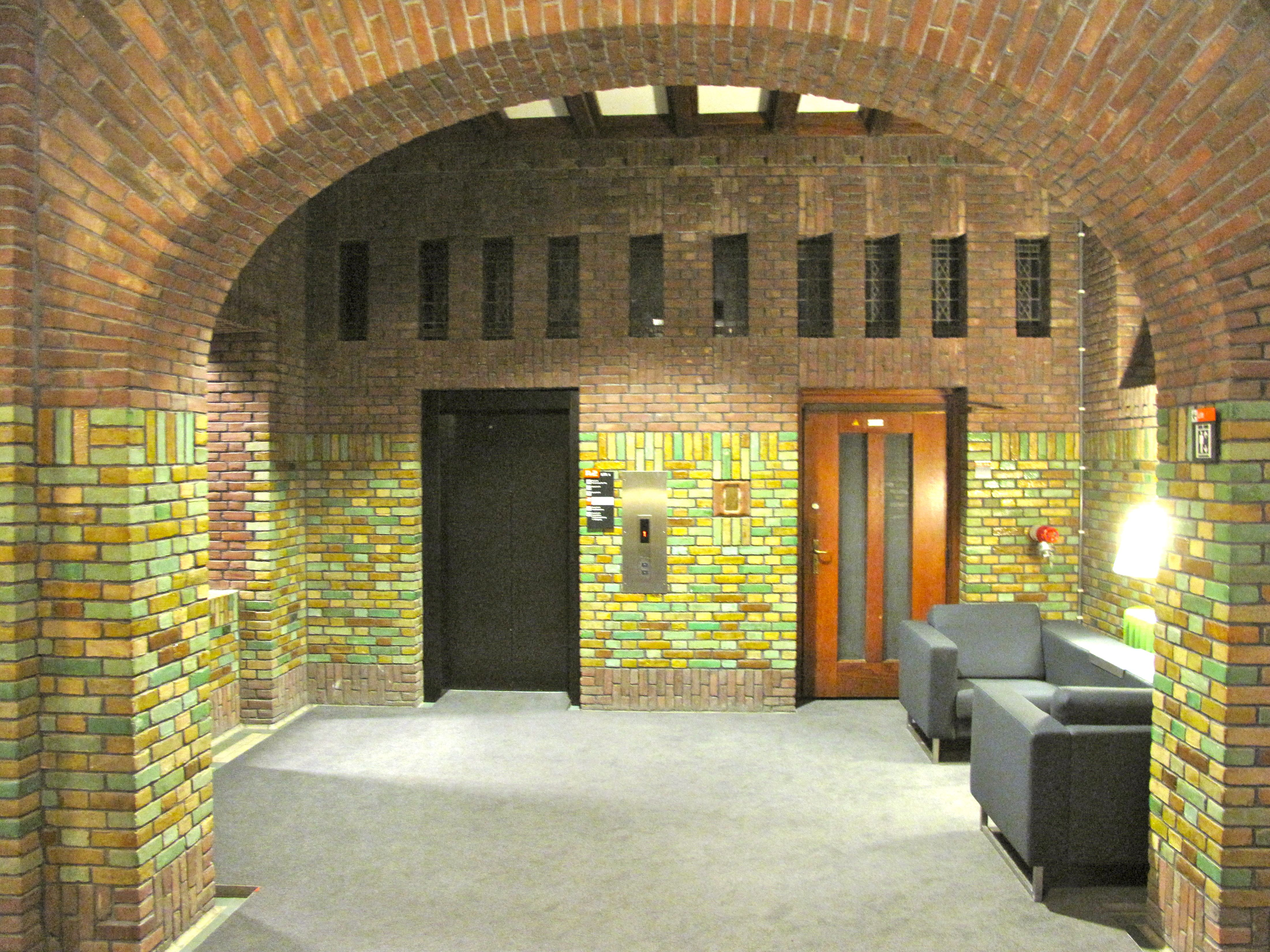
Deel van het interieur uitgevoerd met geglazuurde bakstenen.
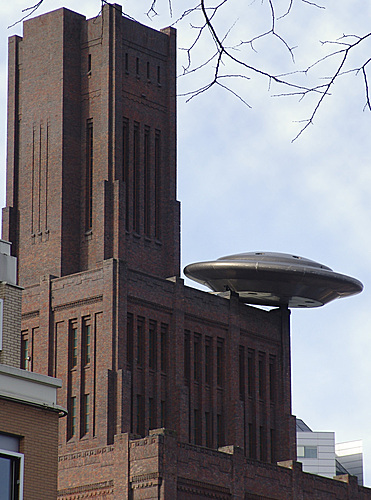
De ufo op de Inktpot.
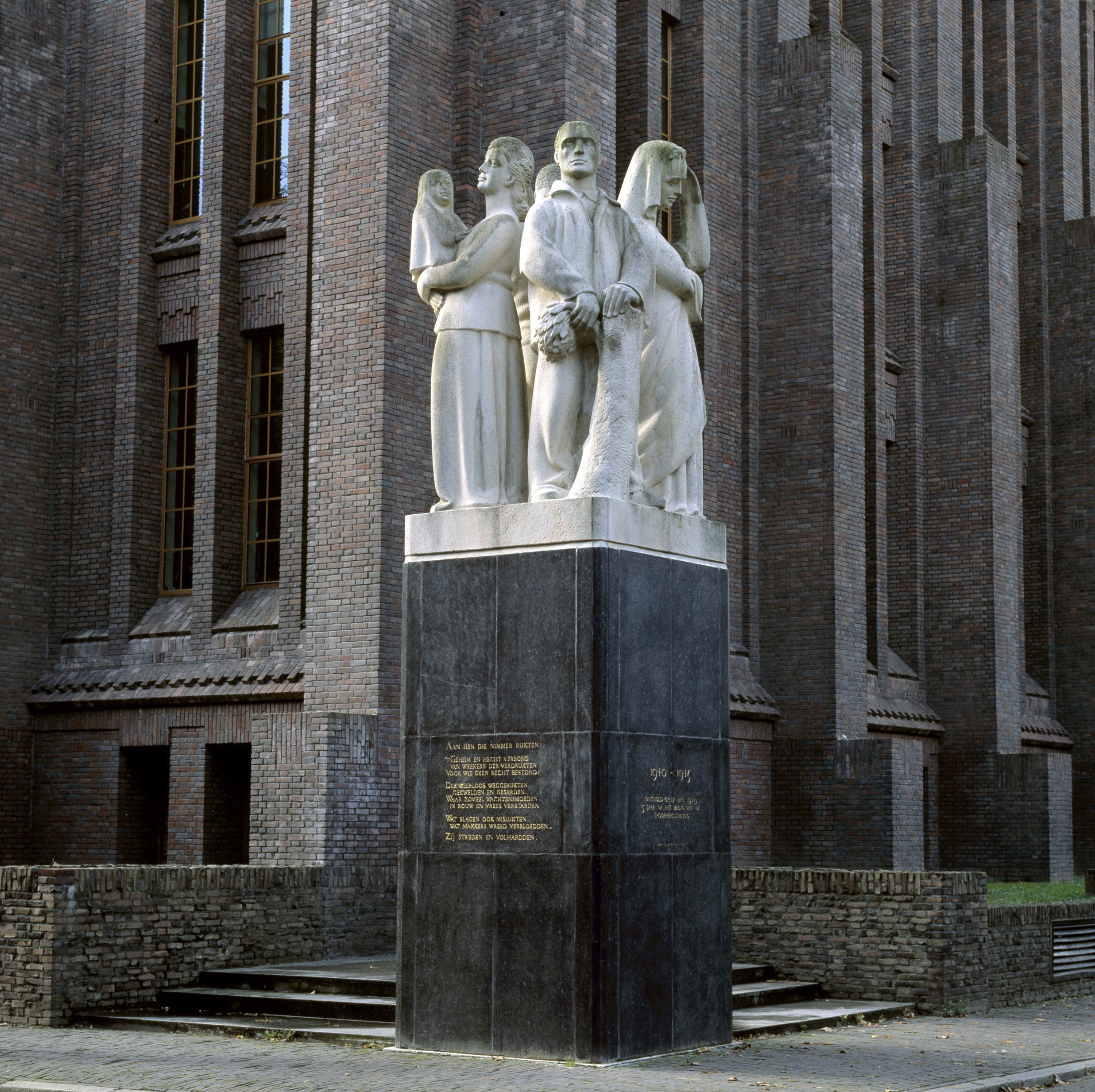
Monument voor het gevallen spoorwegpersoneel.
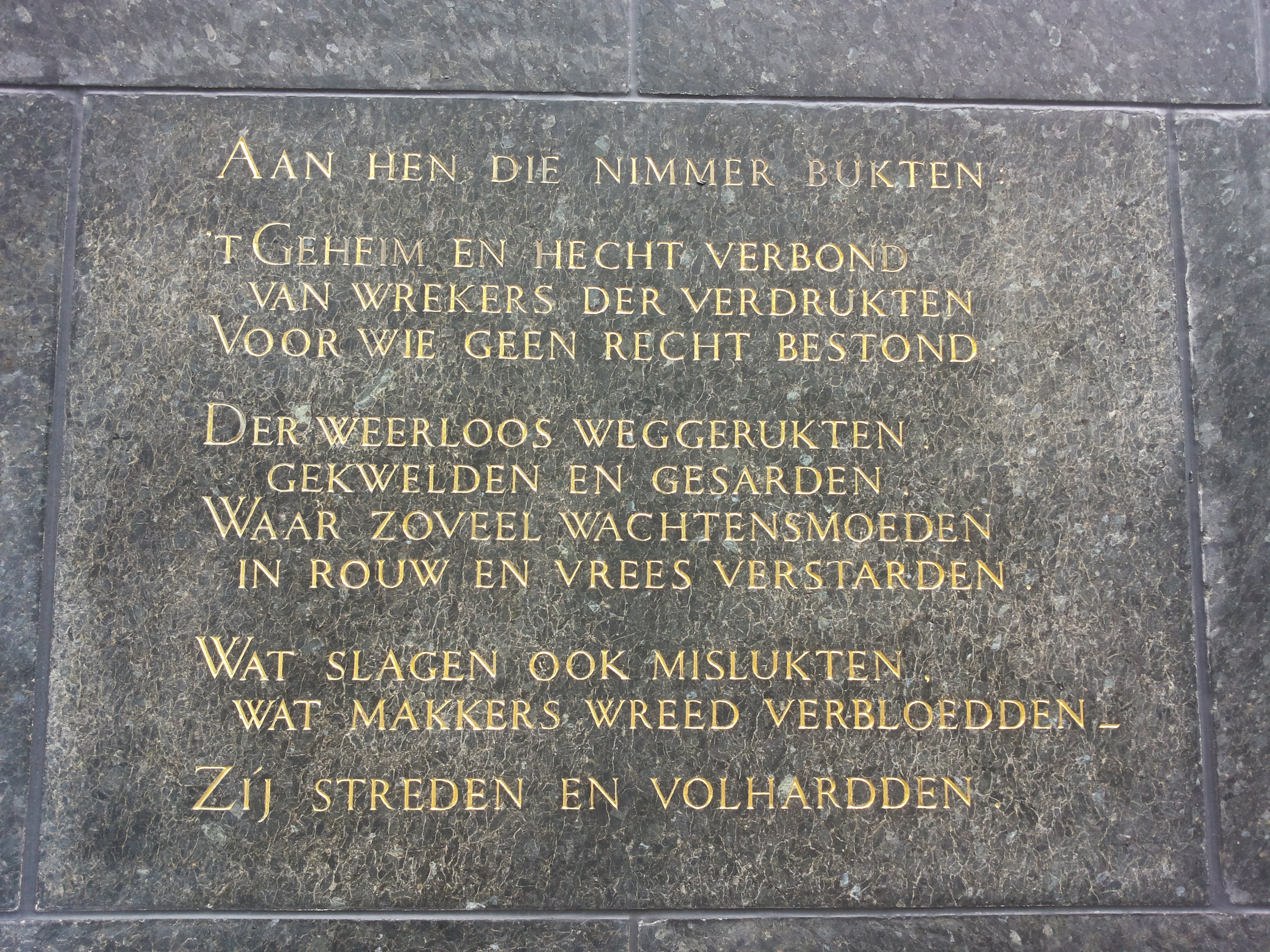
Monument voor het gevallen spoorwegpersoneel.